# Morzhovoi
Morzhovoi es un área no incorporada ubicada en el borough de Aleutianas Orientales en el estado estadounidense de Alaska.

## Geografía
Morzhovoi se encuentra ubicado en las coordenadas 54°54′25″N 163°19′7″O / 54.90694, -163.31861.